# عبد السلام المسدي
عبد السلام المسدّي (مواليد 26 يناير 1945، صفاقس) أكاديمي وكاتب ودبلوماسي ووزير التعليم العالي في تونس. من أهم الباحثين في مجال اللسانيات واللغة.
يُعدُّ واحدا من النقاد القلائل الذين ترسخت أسماؤهم في حركة النقد الأدبي ليس في تونس فقط بل في العالم العربي، فعلى مدار مسيرته الطويلة قدم عطاءً وافراً أسهم في ثراء الحركة النقدية العربية، وهو بالإضافة إلى هذا له إسهامات في العمل السياسي والدبلوماسي والأكاديمي؛ حيث يعمل أستاذ اللسانيات في الجامعة التونسية، كما تولى عدة مناصب سياسية من بينها توليه حقيبة التعليم في تونس.

## سيرته
- حصل على الإجازة في اللغة العربية والآداب العربية : تونس 1969.
- التبريز في الأدب العربي 1972.
- الحصول على دكتوراه الدولة 1979
- الارتقاء إلى أعلى درجة جامعة 1984.
- وزير التعليم العالي والبحث العلمي 1987 – 1989.
- سفير لدى جامعة الدول العربية 1989 – 1990.
- سفير لدى المملكة العربية السعودية 90-1991.
- استئناف التدريس في الجامعة منذ أكتوبر 1991.
- عضو اتحاد الكتاب التونسيين.
- عضو مجامع اللغة العربية في تونس ودمشق وبغداد وطرابلس.
- أمين سرّ معجم الدوحة التاريخي للغة العربية.
- ممثل المجمع التونسي لدى اتحاد المجامع العربية.[3]

## مؤلفاته
- الأسلوبية والأسلوب (1977)
- التفكير اللساني في الحضارة العربية (1981)
- قراءات مع الشابي والمتنبي والجاحظ وابن خلدون (1981)
- النقد والحداثة (1983)
- قاموس اللسانيات (عربي فرنسي – فرنسي عربي ) مع مقدمة في علم المصطلح (1984)
- الشرط في القرآن على نهج اللسانيات الوصفية (1985)
- اللسانيات من خلال النصوص (1986)
- اللسانيات وأساسها المعرفية (1986)
- مراجع اللسانيات (1989)
- مراجع النقد الحديث (1989)
- قضية البنيوية: دراسة ونماذج (1991)
- ما وراء اللغة (1994)
- النظرية اللسانية والشعرية في التراث العربي من خلال النصوص (1977)
- في آليات النقد الأدبي (1994)
- المصطلح النقدي (1994)
- في آليات النقد الأدبي (1994)
- أبو القاسم الشابي في ميزان النقد الحديث (1996)
- مباحث تأسيسية في اللسانيات (1997)
- فتنة الكلمات (1998)
- العولمة والعولمة المضادة (1999)
- اتقوا التاريخ أيها العرب (1999)
- الأدب العجيب (2000)
- العرب والسياسة (2001)
- بين النص وصاحبه (2002)
- رواية تنتظر من يكتبها (2002)
- العربية والإعراب (2003)
- الأدب وخطاب النقد (2004)
- السياسة وسلطة اللغة (2007)
- تأملات سياسية (2009)
- نحو وعي ثقافي جديد (2010)[4]
- تونس وجراح الذاكرة (2011)
- العرب والانتحار اللغوي (2011)
- فضاء التأويل (2012)[5]
- العولمة والعولمة المضادة (2012)
- الهوية العربية والأمن اللغوي: دراسة وتوثيق (2014)
- البوح اللطيف (2015)
- مراجعات في الثقافة العربية (2018)[6]
- الخطاب القرآني وأسرار التلقي (2022).

## جوائز
- جائزة الدولة (تونس) 1985
- الجائزة التقديرية من مؤسسة باشراحيل للإبداع الثقافي (بيروت) 2008
- جائزة سلطان العويس في الآداب (الإمارات) 2009
- جائزة العويس الثقافية للدراسات الأدبية والنقد، الدورة الحادية عشرة 2008-2009
- الجائزة التكريمية من مؤسسة يماني الثقافية (القاهرة) 2010
- جائزة السلطان قابوس للثقافة والفنون والآداب (مسقط) 2015[7]